# الكوكب الحي
الكوكب الحي: صورة للأرض (بالإنجليزية: the Living Planet: A Portrait of the Earth)‏ هو فِلمٌ وثائِقِيٌّ حول الطَّبيعَةِ لِهيئة الإذاعة البريطانية كتبه وقدَّمه ديفيد أتينبارا، عُرِضَ لأول مرة في المملكة المتحدة في 19 يناير 1984.
تتمةً لِلعَرضِ «الحياة على الأرض» (بالإنجليزية: Life on Earth)‏؛ وهي دراسة للطُرق التي تتكيف بها الكائنات الحية مع مُحيطها. تضمنت كل حلقة من الحلقات الاثنتي عشرة التي تبلغ مدتها 55 دقيقة (أقل من سلسلة حلقاته السابقة) بيئةً مُختلفةً. كان المُنتج التَّنفيذيُّ ريتشارد بروك وألّفت الموسيقى إليزابيث باركر من ورشة بي بي سي للإشعاع.
جُزءٌ من سلسلة «Life» لديفيد أتينبارا، وتبعه فِلم «مُحاكماتُ الحَيَاةِ» (1990). كتب أتينبارا وقدم سلسلتين أقصر: «الجنة الأولى» (1987)، حول علاقة الإنسان بالموائل الطبيعية في البحر الأبيض المتوسط، و «العوالم المفقودة»، «الحياة المختفية» (1989)، فيما يتعلق باكتشاف المُسْتَحَاثَات.